# Dieter Fern
Dieter Fern (* 1. Dezember 1944) ist ein ehemaliger deutscher Fußballspieler.

## Karriere
Der auf allen Positionen in der Angriffsspitze einsetzbare Angreifer Dieter Fern spielte von 1965 bis 1967 in der Fußball-Regionalliga West für Bayer 04 Leverkusen. Zuvor spielte er für Grün-Weiß Wuppertal. Nachdem er in seiner zweiten Runde 1966/67 in der Mannschaft von Trainer Theo Kirchberg in 31 Ligaspielen acht Tore erzielt hatte, nahm er das Angebot von Kickers Offenbach an und wechselte in die Fußball-Regionalliga Süd. Bereits in seiner ersten Saison für die Kickers, 1967/68, glückte der Aufstieg in die Bundesliga. In der Aufstiegsrunde konnte Fern mit seinen Mannschaftskollegen Rudolf Wimmer, Ferdinand Heidkamp, Egon Schmitt, Hermann Nuber, Roland Weida und Gerd Becker seinen alten Verein Leverkusen auf den zweiten Platz verweisen und damit den Aufstieg vollbringen. In seiner ersten Bundesligasaison 1968/69 stieg er mit der Mannschaft vom Bieberer Berg unter Trainer Paul Oßwald – Fern hatte in 18 Spielen ein Tor erzielt – direkt wieder ab.
Nach dem Abstieg ging es wieder in den Westen zurück. Er wechselte zur neuen Saison 1969/70 zum VfL Bochum in die Regionalliga West. Mit Trainer Hermann Eppenhoff und den Mitspielern Werner Krämer und Torjäger Hans Walitza feierte Fern zwei Meisterschaften in den Jahren 1970 und 1971. Im zweiten Anlauf glückte 1971 der Aufstieg in die Bundesliga. Bochum kam in der Aufstiegsrunde auf 23:11 Tore und 14:2 Punkte und Fern hatte alle acht Spiele absolviert und dabei drei Tore erzielt. Die Sturmspitzen der erfolgreichen VfL-Elf bildeten Hans-Werner Hartl, Walitza und Fern. Mit diesem Angriff debütierte der VfL auch am 14. August 1971 mit einem 1:0-Heimsieg gegen Eintracht Braunschweig in der Fußball-Bundesliga. Am Rundenende stand der Aufsteiger auf dem neunten Rang und Fern hatte in 32 Einsätzen zwei Tore erzielt. Überraschend verabschiedete er sich zum Saisonende, wechselte aus dem Profi- in den Amateurbereich und ging zu Union Salzgitter.
In der Statistik wird er mit 50 Bundesligaspielen (3 Tore) und insgesamt 127 Regionalligaspielen mit 33 Toren geführt. Dazu kommen noch 23 Spiele in den Aufstiegsrunden zur Bundesliga mit weiteren fünf Toren.